# Poeciliopsis infans
Poeciliopsis infans är en fiskart som först beskrevs av Woolman, 1894.  Poeciliopsis infans ingår i släktet Poeciliopsis och familjen Poeciliidae. Inga underarter finns listade i Catalogue of Life.